# Apagomerina odettae
Apagomerina odettae är en skalbaggsart som beskrevs av Martins och Maria Helena M. Galileo 2007. Apagomerina odettae ingår i släktet Apagomerina och familjen långhorningar. Inga underarter finns listade i Catalogue of Life.